# Betamethason
Betamethason is een bijnierschorshormoon (corticosteroïd) dat ontstekingen remt en schilfering, jeuk en zwellingen vermindert.
Betamethason is een stereo-isomeer van dexamethason. Het wordt gebruikt bij de behandeling van psoriasis.
De stof is opgenomen in de lijst van essentiële geneesmiddelen van de WHO.